# Chiesa di San Giovanni Battista (Calestano)
La chiesa di San Giovanni Battista è un luogo di culto cattolico dalle forme neoclassiche e moderniste, situato nel centro di Vigolone, frazione di Calestano, in provincia e diocesi di Parma; è sede di una parrocchia compresa nella zona pastorale della Montagna.

## Storia
Il luogo di culto originario fu costruito in epoca medievale; la più antica testimonianza della sua esistenza risale al 1230, quando la cappella fu citata nel Capitulum seu Rotulus Decimarum della diocesi di Parma tra le dipendenze della pieve di Bardone.
Nel 1354 fu menzionata per la prima volta la dedicazione del tempio a san Giovanni Battista.
Nel 1564 la chiesa fu elevata a sede parrocchiale autonoma.
Nel 1594 fu edificata in prossimità del luogo di culto la canonica.
Nel 1897 l'antico tempio, ormai in rovina, fu abbattuto e ricostruito a breve distanza dal precedente; la nuova chiesa fu completata nel 1929 con la realizzazione della facciata e del campanile.
Tra il 1931 e il 1935 gli interni furono decorati con affreschi.

## Descrizione

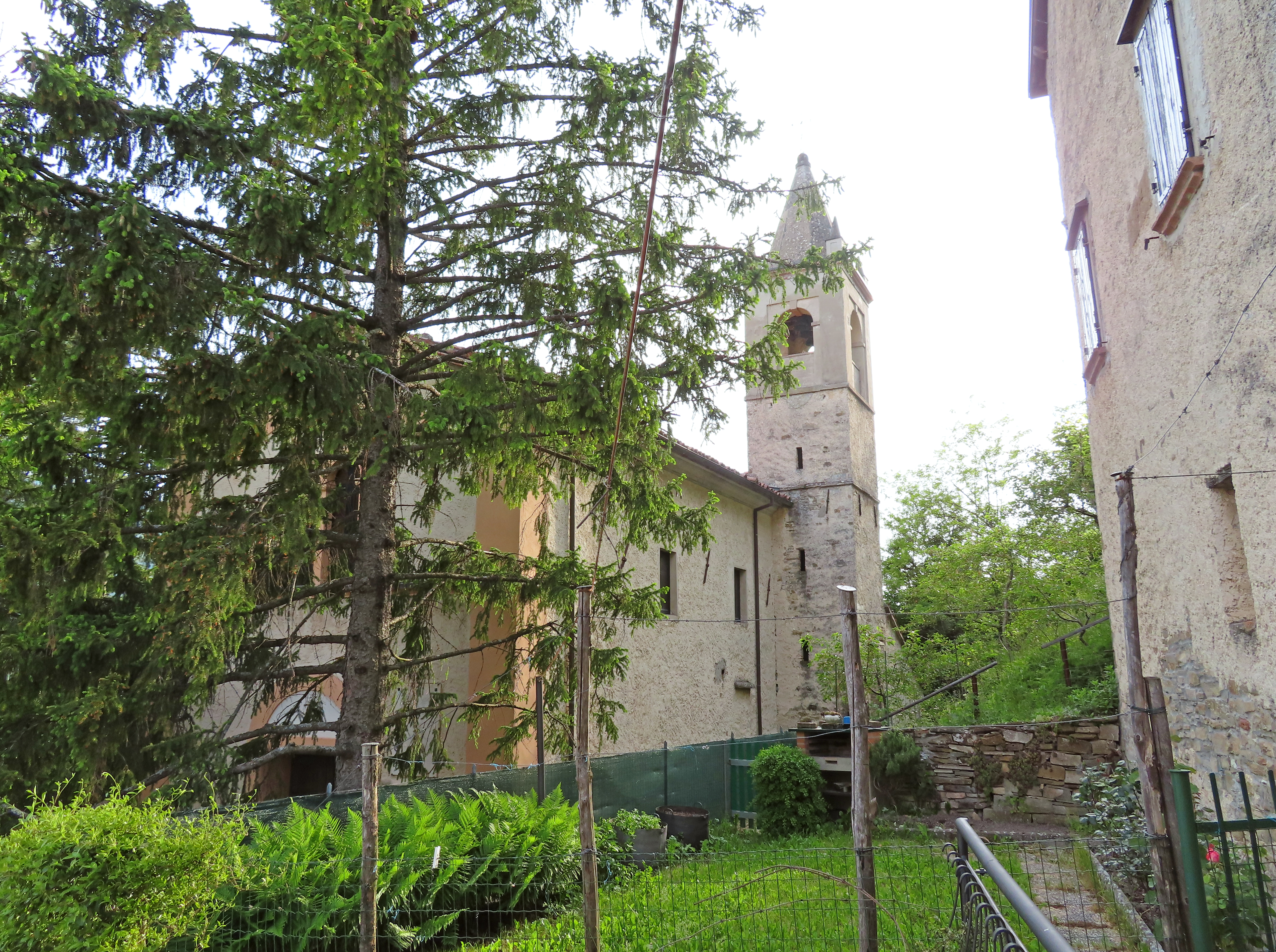
Facciata e lato nord

La chiesa si sviluppa su un impianto a navata unica, con ingresso a est e presbiterio a ovest; sulla destra a poca distanza si estende in linea con altri edifici la canonica.
La simmetrica facciata a capanna, interamente intonacata, è suddivisa orizzontalmente in due parti da una fascia marcapiano in aggetto; alle estremità si elevano due lesene di ordine gigante. Inferiormente è collocato nel mezzo l'ampio portale d'ingresso, affiancato da due piedritti a sostegno del frontone circolare di coronamento. Superiormente si apre nel centro una bifora ad arco a tutto sesto, scandita da un pilastrino con capitello dorico; più in alto è posizionato un elemento decorativo in rilievo ad arco ribassato. In sommità si staglia un frontone triangolare spezzato con cornice modanata in cotto.
I fianchi, rivestiti in pietra, sono illuminati da piccole finestre in sommità; al termine del lato destro si erge su tre ordini il campanile, anch'esso realizzato in pietra; la cella campanaria si affaccia sulle quattro fronti attraverso ampie monofore ad arco a tutto sesto, aperte all'interno di specchiature rettangolari; in sommità si eleva, oltre il cornicione, un'aguzza guglia a base ottagonale, tra quattro piccoli pinnacoli posti sugli spigoli.
All'interno la navata, coperta da una volta a botte lunettata decorata con affreschi a motivi geometrici e floreali, è affiancata da una serie di lesene doriche a sostegno del cornicione perimetrale modanato.
Il presbiterio, lievemente sopraelevato, è preceduto dall'arco trionfale a tutto sesto, retto da paraste doriche; l'ambiente, chiuso superiormente da una volta a botte lunettata dipinta, accoglie l'altare maggiore a mensa in marmo rosso, aggiunto tra il 1970 e il 1980.
Di pregio risulta il massiccio palazzo tardo-cinquecentesco della canonica, elevato in pietra su tre livelli; l'edificio adiacente è caratterizzato dalla presenza di un ampio portale in arenaria.